# Archäologische Fenster in Zürich

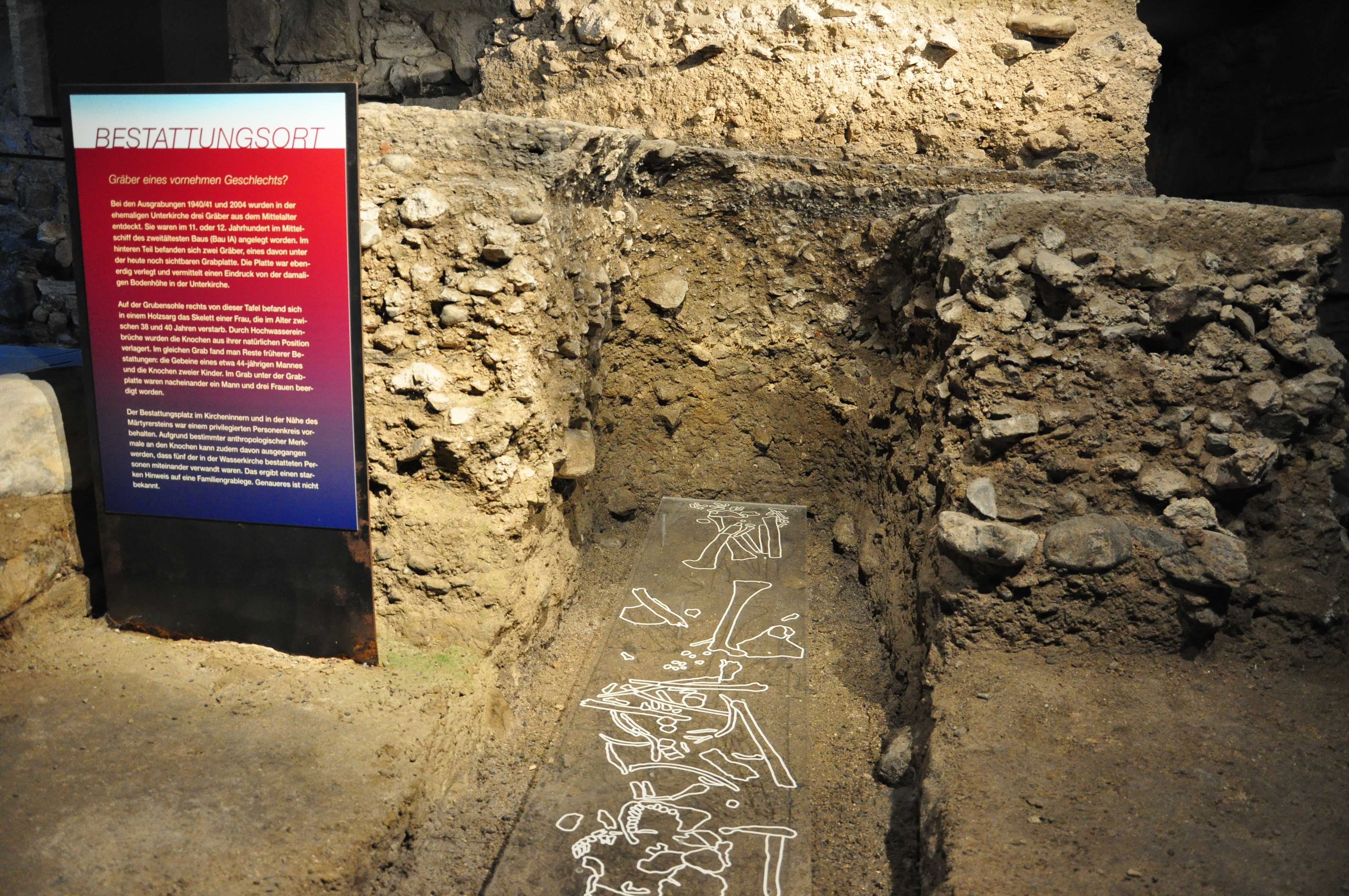
Archäologisches Fenster in der Krypta der Wasserkirche

Die Archäologischen Fenster in Zürich sind Orte in der Zürcher Altstadt, an denen historische Befunde der Allgemeinheit öffentlich zugänglich gemacht sind, in der Regel an ihrem Fundort.

## Übersicht

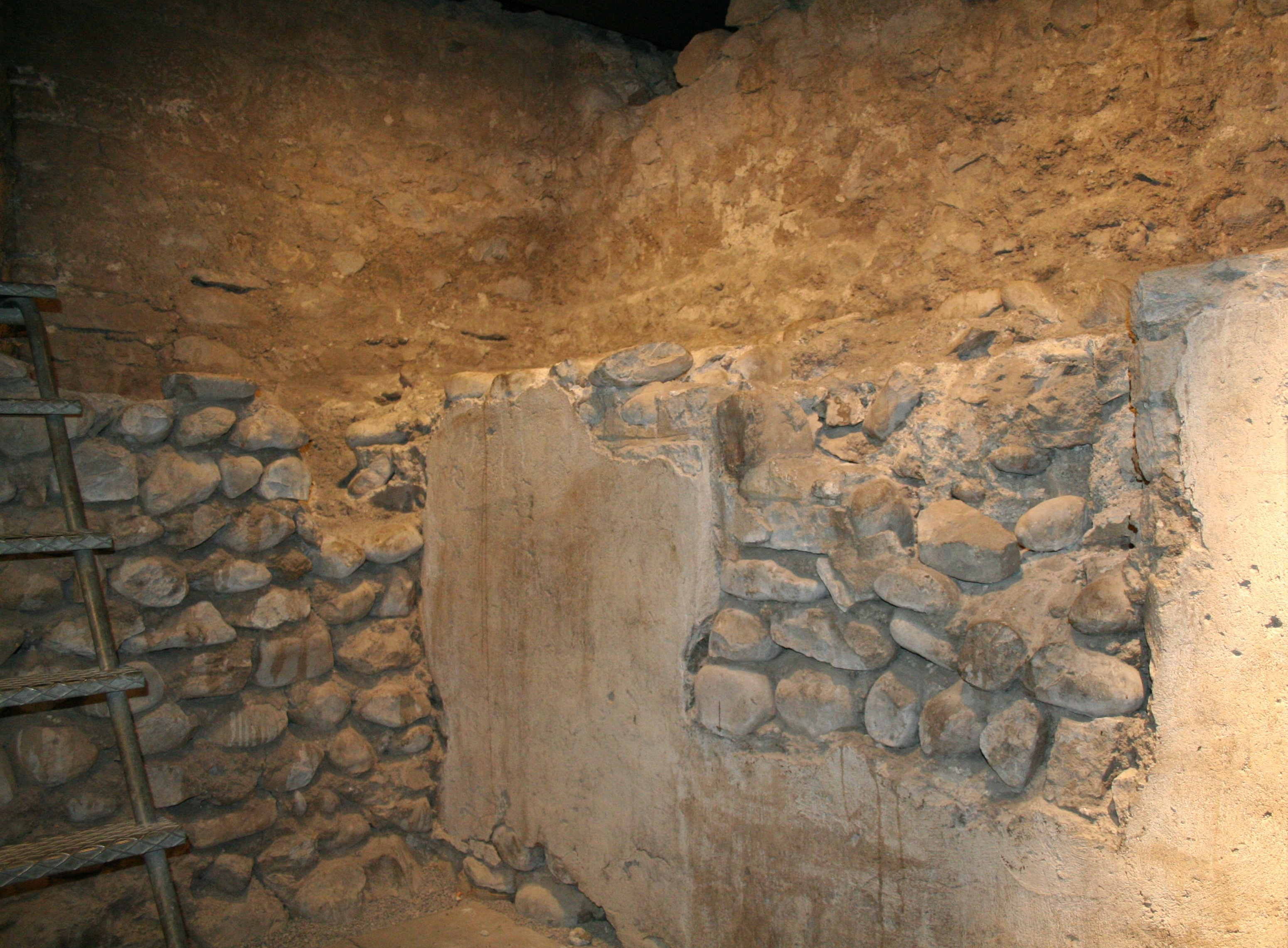
Mauerreste eines römischen Hauses im Lindenhof-Keller

Über die Zürcher Altstadt sind mehrere archäologische Fenster verteilt. Als archäologische Fenster werden in Zürich im weiteren Sinne auch Vitrinen und Schautafeln innerhalb öffentlich zugänglicher Gebäude bezeichnet, in denen vor Ort gemachte archäologische Funde zur Schau gestellt sind bzw. beschrieben werden.
Das Spektrum dieser archäologischen Fenster reicht von Vitrinen mit jungsteinzeitlichen Funden über Ruinen eines römischen Kastells und Wandmalereien in einem ehemals jüdischen Wohnhaus aus dem Mittelalter bis zu einem ursprünglich zur Abfall- und Abwasserentsorgung dienenden Ehgraben.
Die archäologischen Fenster in Zürich bilden gemeinsam eine Art dezentrales Stadtmuseum und sind seit 2013 Mitglied im Verein Zürcher Museen. An vielen archäologischen Fenstern gibt es Schrift- und Bildtafeln mit weiterführenden Informationen. Die meisten archäologischen Fenster können besichtigt werden, sie sind entweder frei zugänglich oder man kann im Stadthaus einen Schlüssel besorgen. Die archäologischen Fenster sind aber auch Bestandteil regelmässiger Stadtführungen.

## Die einzelnen Fenster

### Rechts (östlich) der Limmat
(von Nord nach Süd):
- Im Keller der Zentralbibliothek Zürich an der Chorgasse 22 (Lage) sind Reste der Stadtmauer aus dem 13. Jahrhundert und der ersten Wasserleitung zu sehen.[3]

- Im Haus «Zum Brunnenhof» an der Brunngasse 8 (Lage) wurden im ersten Obergeschoss hebräisch beschriftete spätgotische Wandmalereien aus der Zeit um 1330 freigelegt.[4]

- Das Haus «Zum Rech» am Neumarkt 4 (Lage), ein frühneuzeitliches Bürgerhaus mit romanischem Ursprung, beherbergt das Baugeschichtliche Archiv sowie das Stadtarchiv und zeigt Wechselausstellungen zur Zürcher Stadt- und Baugeschichte sowie ein historisches Stadtmodell von Zürich um 1800.[5]

- In der Krypta der Wasserkirche am Limmatquai 31 (Lage) befinden sich der Märtyrerstein, der als Hinrichtungsstein der Stadtpatrone Felix und Regula gilt, Begräbnisstätten und Überreste von Vorgängerbauten der Kirche.[6]

- Der Ehgraben zwischen der Häuserzeile an der Kirchgasse und der Häuserzeile an der Rössligasse (Lage) ist zugänglich entweder zwischen den Häusern Schifflände 30 und 32 oder zwischen den Häusern Oberdorfstrasse 25 und 27. Auf Informationstafeln mit Texten und Bildern wird die Geschichte der Abwasser- und Abfallentsorgung in der Altstadt erläutert.[7]

- Im Parkhaus Opéra am Utoquai 21 (Lage) zeigen Vitrinen Ausstellungsgegenstände aus der Pfahlbauerzeit.[8]

- Im Foyer des Gebäudes der Schweizerischen Nationalbank an der Seefeldstrasse 8 (Lage) ist in einer Vitrine eine Auswahl archäologischer Funde ausgestellt, die bei einer Ausgrabung während eines 2011 erfolgten Umbaus des Gebäudes geborgen werden konnten, darunter Scherben von Keramikgefässen, Stein- und Knochengeräte, ein Schmuckanhänger aus Geweih und Tierknochen.[9]

- In der Fachstelle Unterwasserarchäologie und Dendrochronologie an der Seefeldstrasse 317 (Lage) sind in drei Vitrinen archäologische Funde, ein Modell einer Unterwasserausgrabung sowie aktuelle Informationen und Bilder ausgestellt.[10]

Auswahl Archäologischer Fenster rechts der Limmat
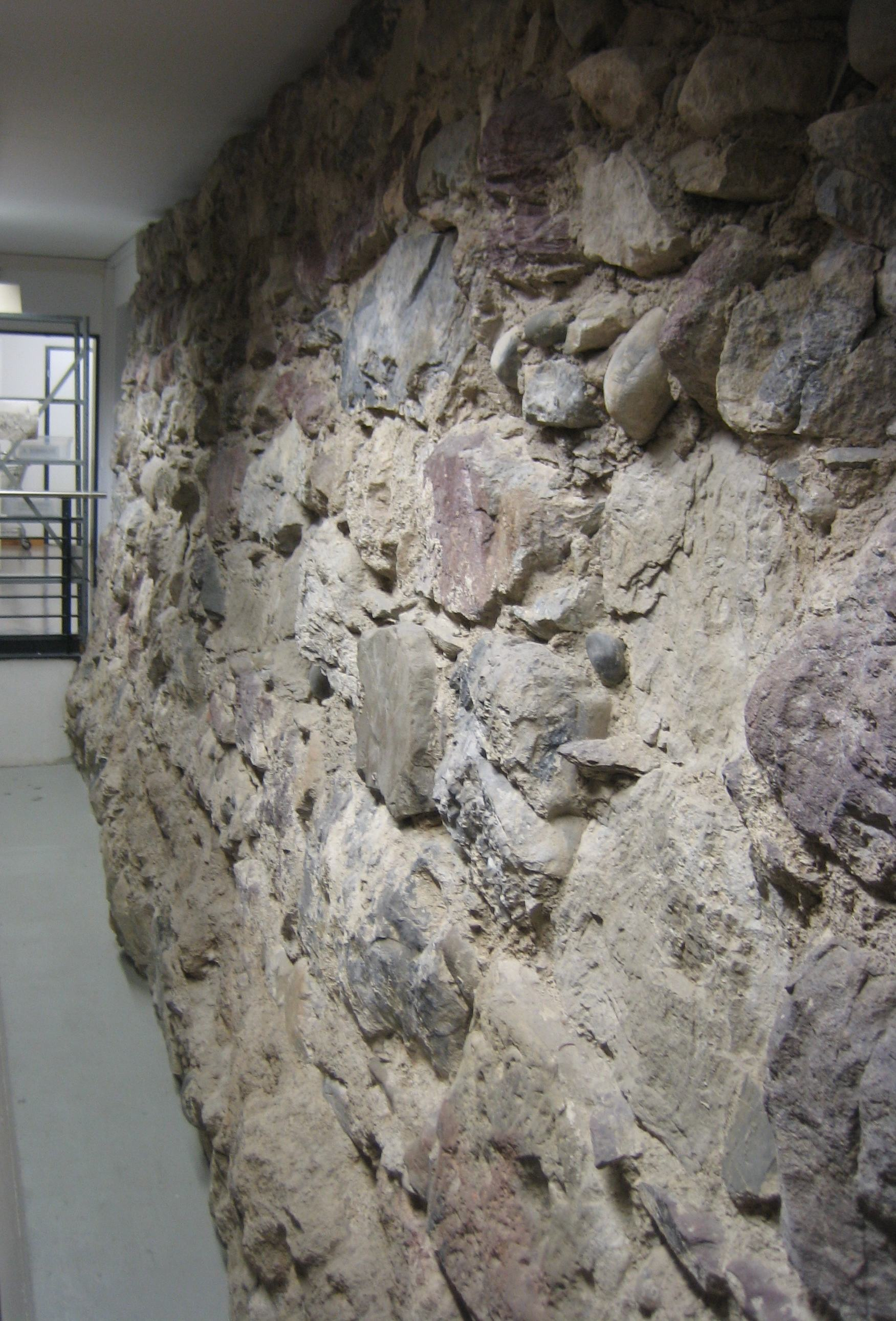
ZB-Keller
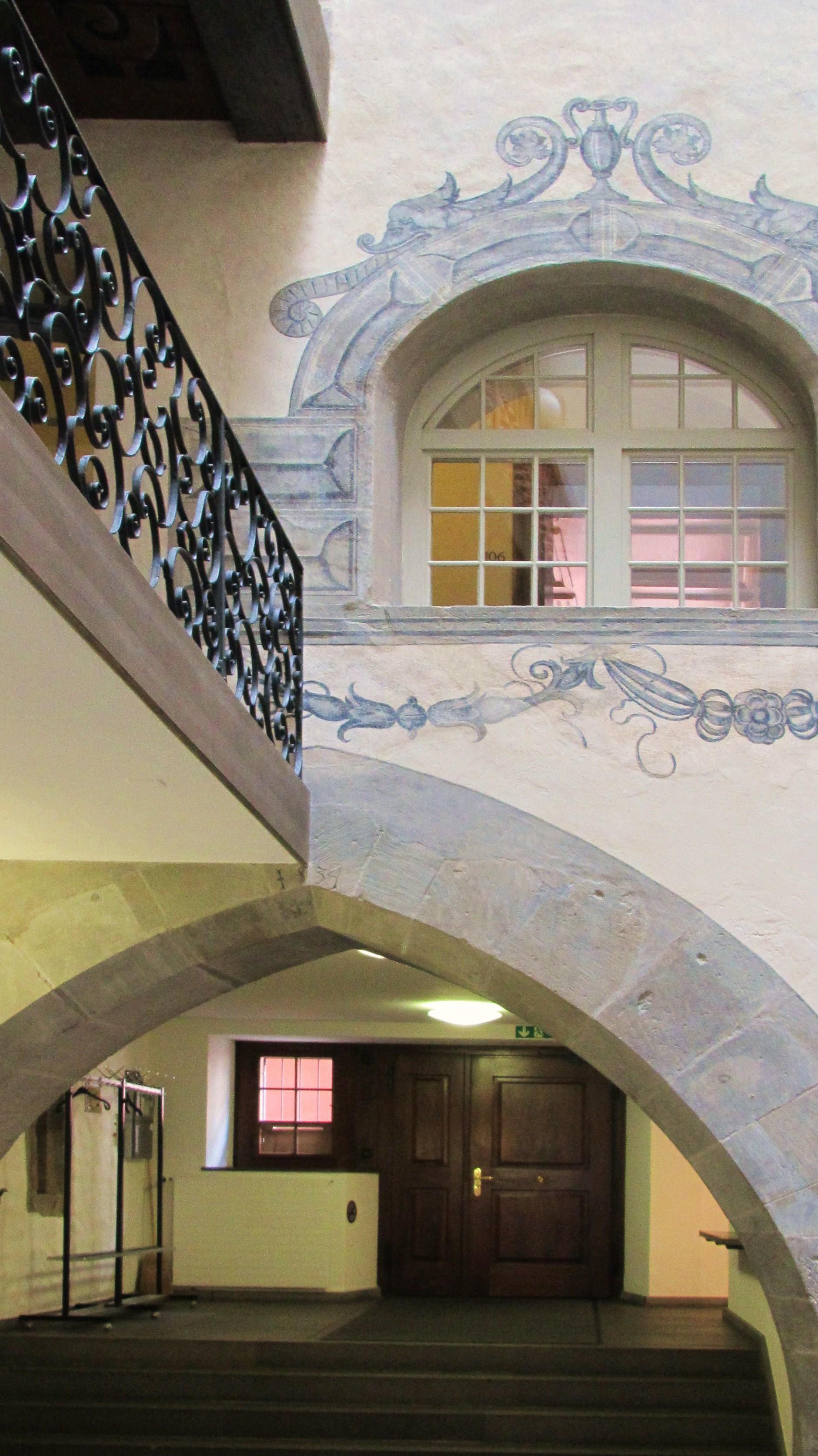
Haus zum Rech
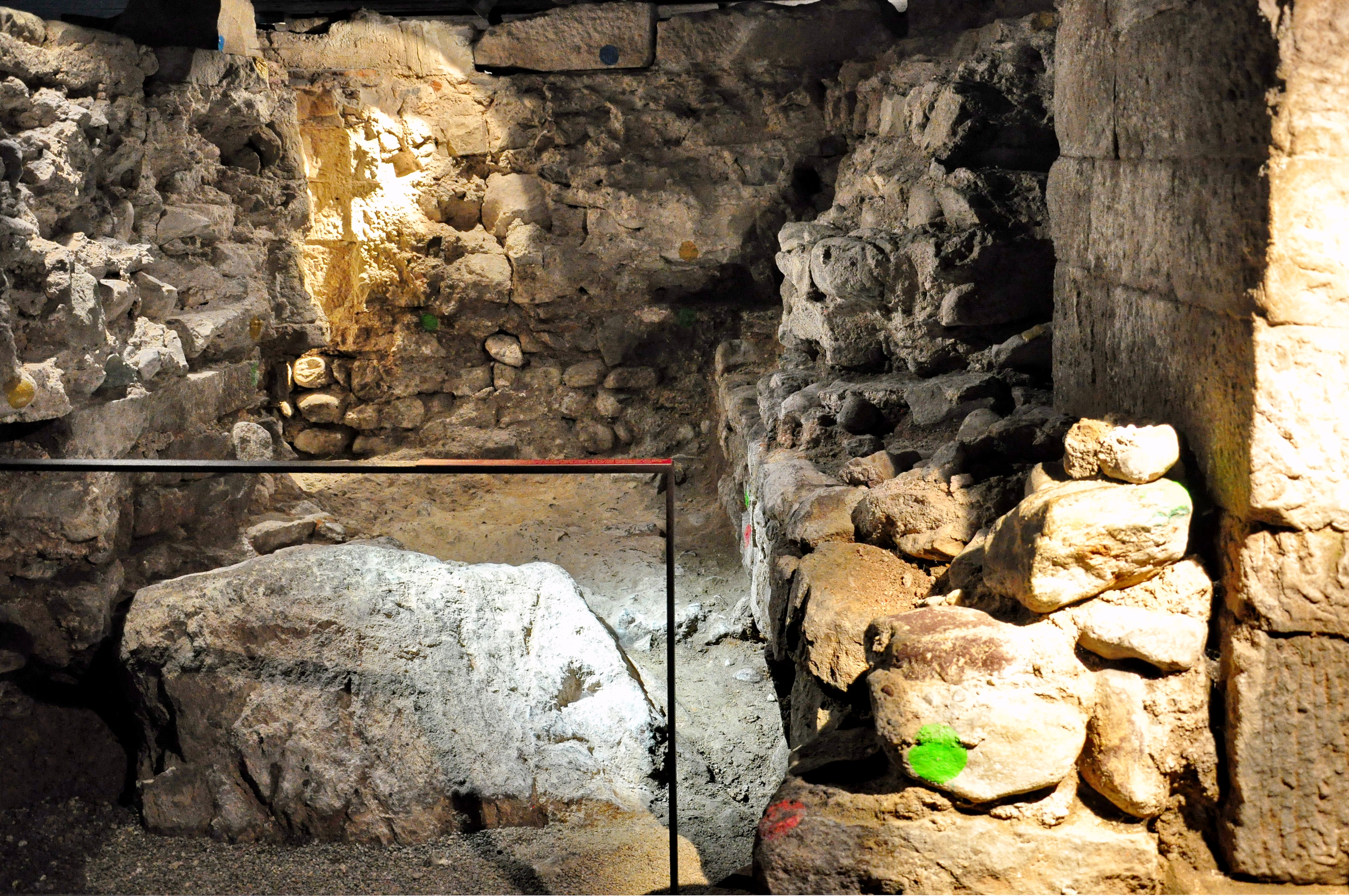
Märtyrerstein in der Krypta der Wasserkirche
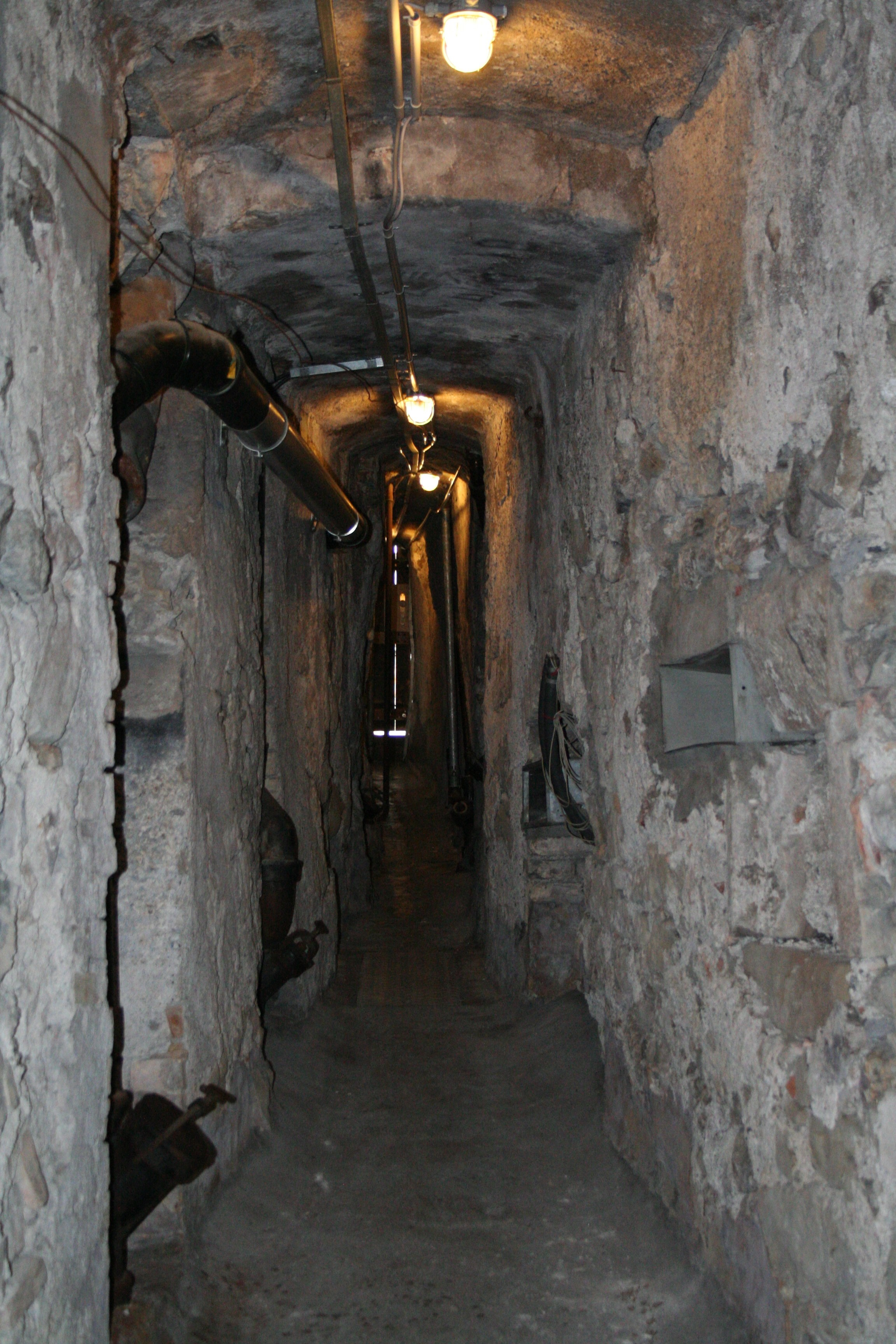
Ehgraben
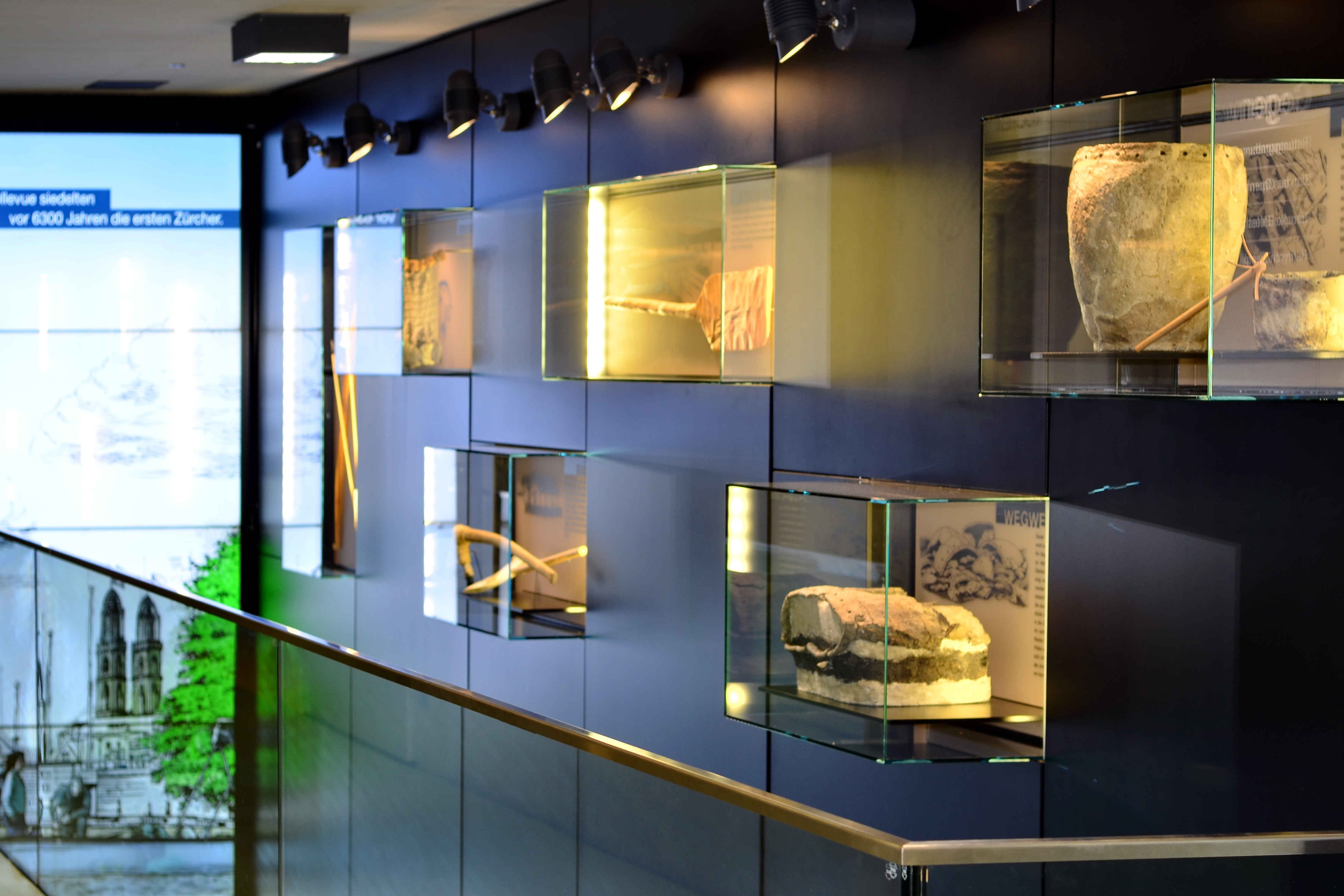
Ausstellung im Parkhaus Opéra

### Links (westlich) der Limmat
(von Nord nach Süd):
- Im Parkhaus Urania in der Uraniastrasse 3 (Lage) zeigen Schautafeln die Geschichte des Orts vom römischen Tempel über das Kloster Oetenbach zur kantonalen Strafanstalt.[11]

- Im Lindenhof-Keller vor Lindenhof 4 (Lage) sind Mauerreste des römischen Kastells und der mittelalterlichen Königspfalz freigelegt.[12]

- In der Thermengasse beim Weinplatz (Lage) sind 1983/84 freigelegte Ruinen der römischen Therme über ein Bodengitter begehbar und einsehbar.[13]

- Unter dem Chor der Kirche St. Peter in der St. Peterhofstatt 1 (Lage) finden sich frühmittelalterliche Gräber und Reste der ursprünglichen Pfarrkirche.[14]

- In der 2016 eröffneten Krypta des Fraumünsters am Münsterhof 2 (Lage) wurden die archäologischen Ausgrabungen öffentlich zugänglich gemacht, die die Baugeschichte der ehemaligen Klosterkirche dokumentieren. Auf Informationstafeln ist die Geschichte des Klosters und seiner Bauphasen dargestellt.[15]

Auswahl Archäologischer Fenster links der Limmat
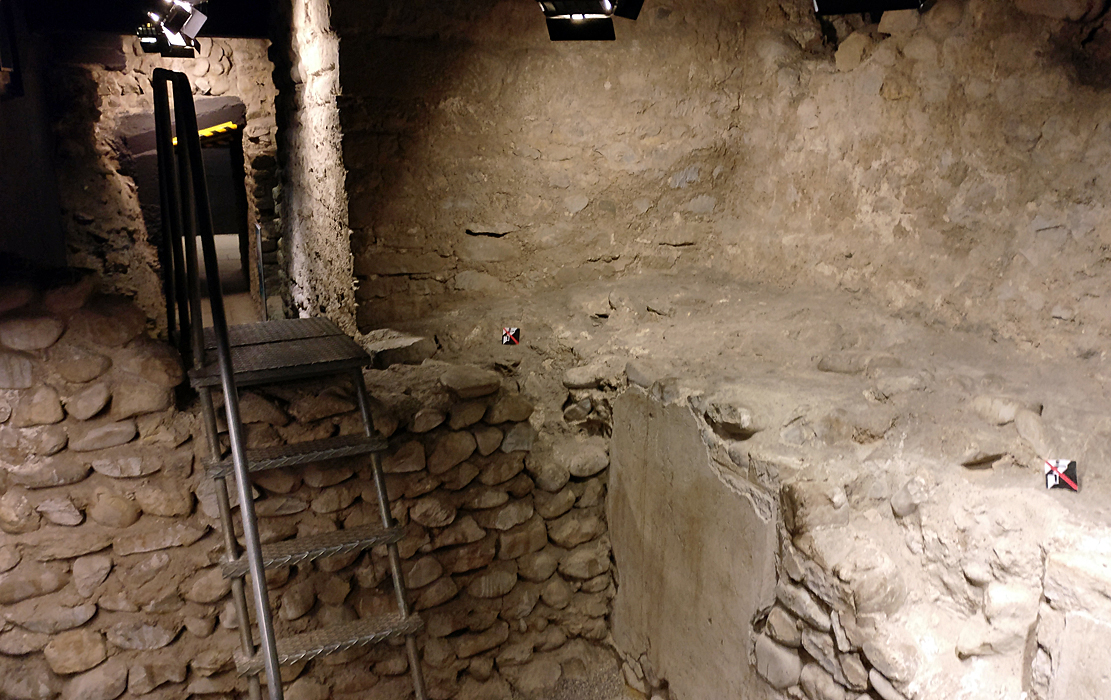
Reste der Pfalz im Lindenhof-Keller
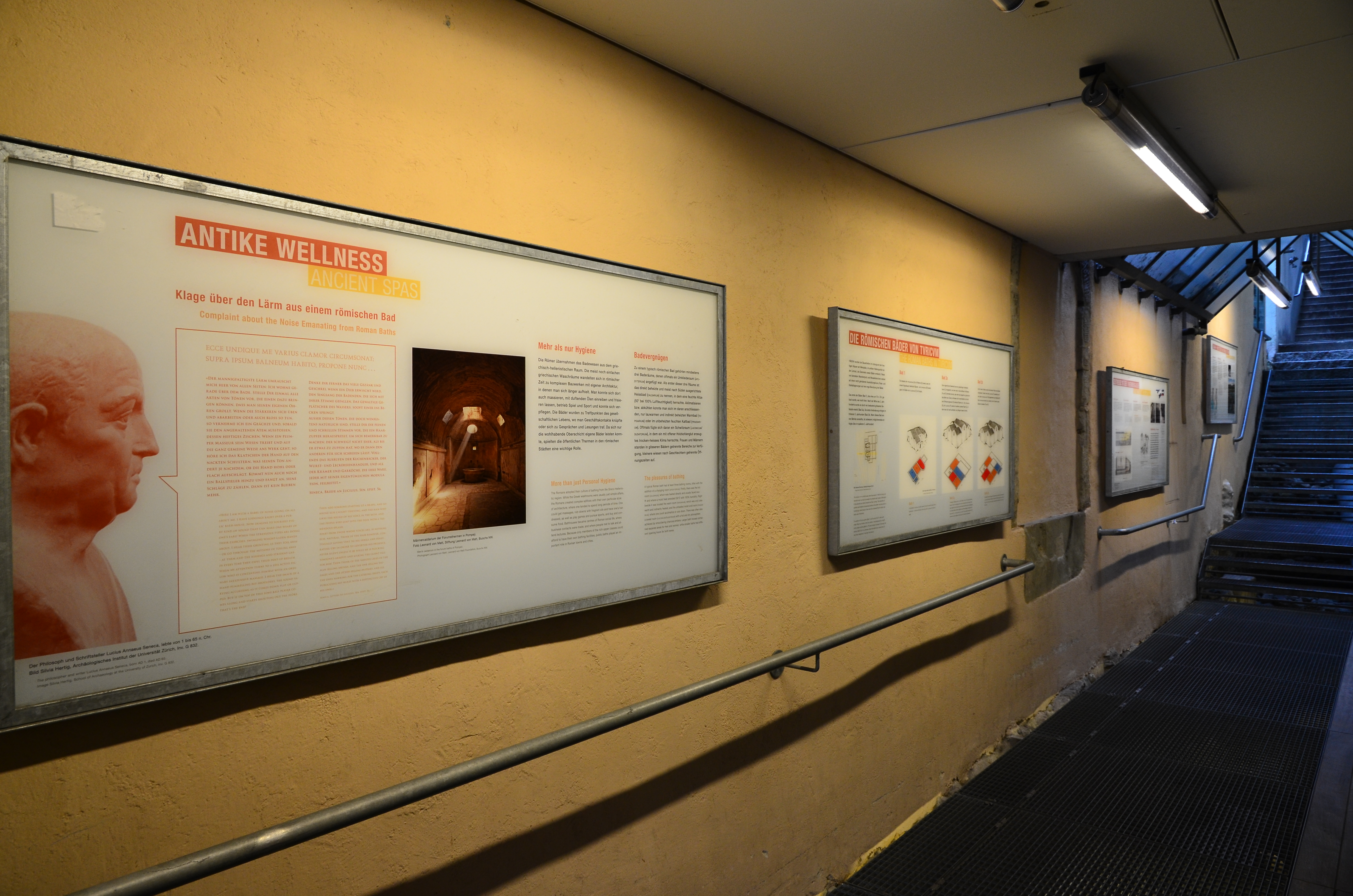
Thermengasse